# Monteiro Libório

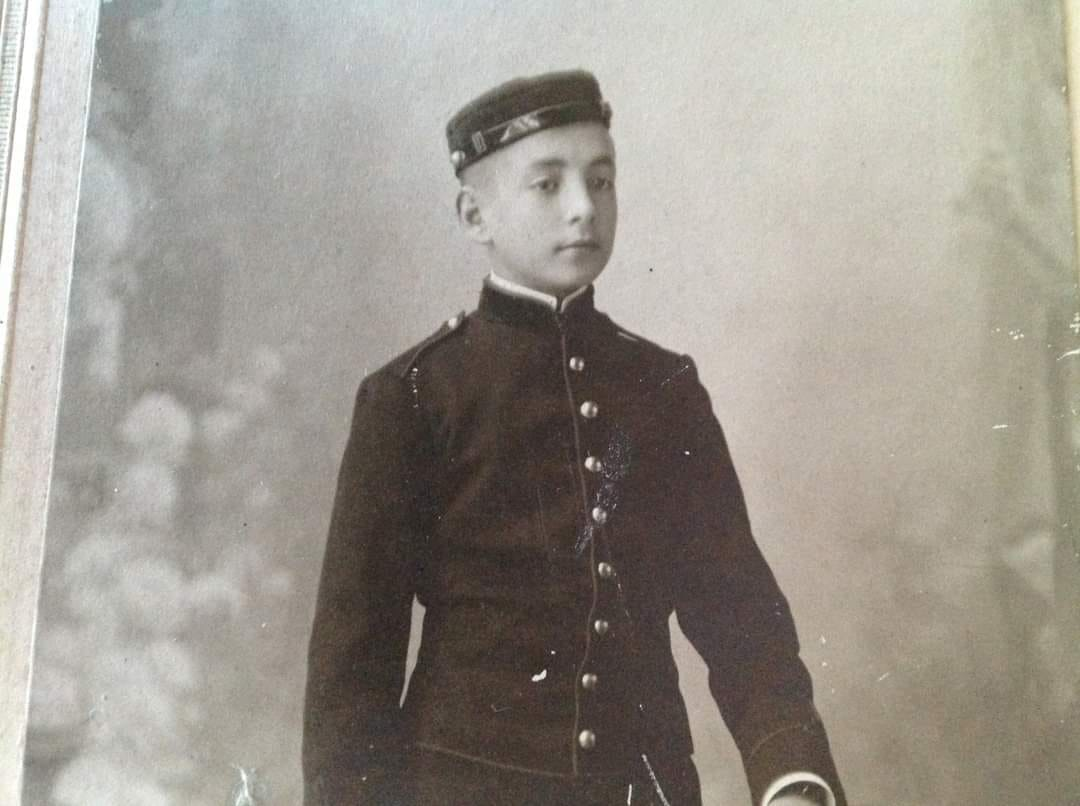
António Monteiro Libório em 1909

António Miguel Monteiro Libório (Anjos, Lisboa, 18 de abril de 1898 – Nossa Senhora de Fátima, Lisboa, 6 de dezembro de 1969) foi um militar português, General do Exército e um dos comandantes da 3.ª Região Militar (posteriormente Região Militar de Angola).

## Biografia
António Miguel Monteiro Libório nasceu a 18 de abril de 1898, no Largo de Conde de Pombeiro, número sete, pelas cinco horas e meia da tarde, filho de Joaquim José Monteiro Libório, tenente oficial do quadro, da guarnição da província de Moçambique e de Emília da Purificação Teixeira Monteiro Libório. António era, também, irmão mais velho de Eduardo Libório.
Em 1909, ingressa no Colégio Militar com o número 112.
Durante a Primeira Guerra Mundial, Monteiro Libório ingressa como alferes, na arma de artilharia. Após a guerra, foi dirigente do Sporting Clube de Portugal, integrando as Direções do Sporting Clube de Portugal nas Gerências de 1922/23 e 1923/24, tendo posteriormente feito parte de vários Conselhos Fiscais. Passa a instrutor de Artilharia no Colégio Militar em 1926, e foi também um dos oficiais censores fundadores da Direção dos Serviços de Censura, comandante da Polícia de Segurança Pública de Lisboa e comandante das Forças Terrestres do Estado da Índia, quando se verificava atividade insurreta no território, nos anos precedentes à invasão de Goa.
Foi o único oficial da primeira comissão de censura da Ditadura Militar a ascender ao núcleo da elite militar em 1957 com a promoção, ao generalato, por escolha, ocupando entre agosto de 1960 e maio de 1961 as funções de comandante-chefe das Forças Armadas em Angola. Nesta capacidade, responsável militar da violenta repressão da greve da Baixa do Cassange, além de ser o comandante militar lusitano durante os ataques a Luanda em fevereiro de 1961 e no início dos ataques ao norte de Angola em 1961.
Em 1961, é agraciado pelo caudilho espanhol Francisco Franco com o grau de Grande Oficial da Ordem Civil de África.
Também fez parte do Conselho Técnico, do Agrupamento Leonino e do primeiro Conselho Geral.

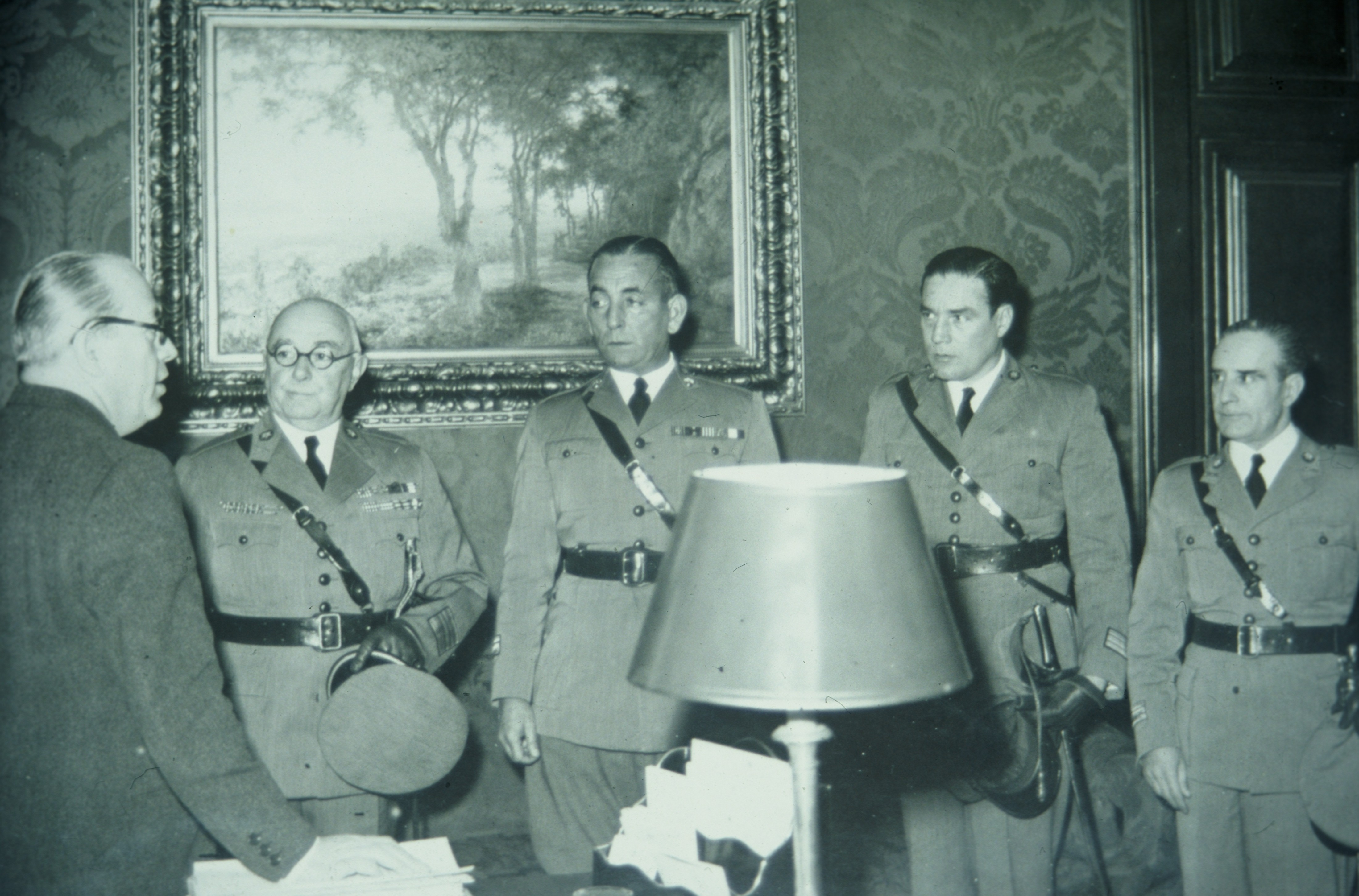
Major da PSP, Monteiro Libório cumprimentando o Ministro do Interior na passagem de ano de 1947